# Tigard
Tigard es una ciudad ubicada en el condado de Washington en el estado estadounidense de Oregón. En el año 2009 tenía una población de 47,460 habitantes y una densidad poblacional de 1,465.6 personas por km².

## Geografía
Tigard se encuentra ubicada en las coordenadas 45°25′40″N 122°46′44″O / 45.42778, -122.77889.

## Demografía
Según la Oficina del Censo en 2000 los ingresos medios por hogar en la localidad eran de $51,581, y los ingresos medios por familia eran $61,656. Los hombres tenían unos ingresos medios de $44,597 frente a los $31,351 para las mujeres. La renta per cápita para la localidad era de $25,110. Alrededor del 6.6% de la población estaban por debajo del umbral de pobreza.

## Localidades adyacentes
Diagrama de las localidades a un radio de 16 km a la redonda de Tigard. 